# Mike Frier
Michael Anthony Frier (Jacksonville, 20 marzo 1969 – Atlanta, 31 dicembre 2015) è stato un giocatore di football americano statunitense che ha militato nel ruolo di defensive end e defensive tackle nella National Football League (NFL).

## Carriera
Frier fu scelto dai Seattle Seahawks nel corso del settimo giro (178º assoluto) del Draft NFL 1992. Non riuscì ad entrare nel roster e firmò così con i Cincinnati Bengals, con cui quell'anno disputò tre gare come titolare. L'anno seguente disputò tre partite per i Bengals. Dopo incomprensioni con lo staff e con la squadra, per cui fu anche sospeso dopo non essersi presentato a un allenamento, fu svincolato il 12 ottobre 1994.
Frier fece ritorno ai Seahawks il 2 novembre 1994 dopo un infortunio a Tyrone Rodgers. Anche se non mise a segno alcun placcaggio nelle prime due gare con il club, le sue prestazioni attirarono l'attenzione dello staff degli allenatori. Il ritorno di Frier fu visto come una sorta di ritorno a casa, dal momento che aveva iniziato a mettere radici nell'area prima di essere svincolato.

### Infortunio
Il 1º dicembre 1994, Frier e i compagni Lamar Smith e Chris Warren furono coinvolti in uno scontro automobilistico a Kirkland, in cui il veicolo di Smith si schiantò contro un palo di servizio. Smith e Warren ebbero poche conseguenze mentre Frier rimase paralizzato dalla cintola in giù. Smith fu condannato per guida pericolosa ed obbligato a pagare a Frier il 50-75% dei suoi guadagni nella NFL per il resto della carriera. Frier era membro dei Seahawks da sole due settimane al momento dello schianto.